# Pterogaurax peruanus
Pterogaurax peruanus är en tvåvingeart som beskrevs av Oswald Duda 1930. Pterogaurax peruanus ingår i släktet Pterogaurax och familjen fritflugor. Inga underarter finns listade i Catalogue of Life.